# Полозков, Владимир Тихонович
Владимир Тихонович Полозков (7 августа 1919 — 22 ноября 2000, Москва) — заведующий кафедрой Московского нефтяного института им. И. М. Губкина (1960—1976), кандидат технических наук.

## Семья
- Отец - Полозков Тихон Антонович 1892 - ск. 22 ноября 1937 Архивная копия от 31 января 2011 на Wayback Machine
- Мать - Татьяна Николаевна (1896-1982)
- Брат - Ким (1920-1944), гвардии сержант, погиб в Польше.
- Жена - Силина Зоя Николаевна (1920-2010)
- Сын - Александр.

В Москве проживал с 1927 года. В 1928 г. поступил, а в 1938 году окончил школу-десятилетку № 234 в Москве, в 1938 году поступил в Московский нефтяной институт им. И. М. Губкина.

### Великая Отечественная война
Великая Отечественная война застала В. Т. Полозкова в Ленинграде, где он проходил производственную практику на нефтебазе «Красный нефтяник» после окончания третьего курса. В начале осени 1941 г. на одном из последних поездов он выехал из почти окружённого Ленинграда в Москву.
В ноябре 1941 призван в Красную Армию. Участвовал в сражениях под Ржевом (Северо-Западный фронт) в составе 357-й стрелковой дивизии, был сержантом расчёта станкового пулемета. В конце зимы 1942 г. в ходе одного из боёв около Торжка получил тяжёлые ожоги лица и рук; после длительного (в течение шести месяцев) лечения был демобилизован.

### Российский государственный университет нефти и газа имени И. М. Губкина
С сентября 1943 г. продолжил обучение в Московском нефтяном институте и летом 1944 г. с отличием окончил вуз. Проявленные в период учебы способность к исследовательской работе и отменное знание техники и технологии нефтегазового дела способствовали зачислению его в очную аспирантуру, а вскоре началась и его трудовая деятельность в институте. Зная три иностранных языка (английский, французский, немецкий), выполнил и опубликовал около 500 переводов, чем в немалой степени способствовал развитию и повышению уровня многих отечественных научно-технических нефтегазовых разработок.
В июне 1953 года защитил кандидатскую диссертацию «Технико-экономический расчёт промысловых газосборных сетей» (научный руководитель И. Н. Стрижов). С июня 1960 г. — заведующий кафедрой техники безопасности и противопожарной техники МИНХ и ГП им. И. М. Губкина, сменив на этой должности её основателя профессора Г. М. Григоряна. Под руководством В. Т. Полозкова выполнены и защищены восемь кандидатских диссертаций по актуальным проблемам нефтегазового комплекса.

## Избранные труды
- Основы техники безопасности и противопожарной техники в нефтяной и газовой промышленности: Учеб. пособие. — 1962.
- Охрана труда и противопожарная защита на магистральных нефтегазопроводах, нефтебазах и газохранилищах: Учебник. — 1975.
- Разработка и эксплуатация нефтяных и газовых месторождений (совм. с И. М. Муравьевым, Р. С. Андриасовым, Ш. К. Гиматудиновым и Г. Л. Говоровой): Учеб. пособие. — 1965. || 2-е изд. — 1970.

## Награды
- Орден Отечественной войны II степени.
- Столетие нефтяной и газовой промышленности СССР (1864—1964)